# 何承都
何承都，字玉水。福建晉江縣人，清朝政治人物。進士出身。

## 生平
明崇祯十五年（1642年）壬午科第一名举人。清顺治六年（1649年），登己丑科进士，授刑部主事。后巡按陕西，因病去世。